# The Flock (computerspel)
The Flock was een survival-horror multiplayerspel, ontwikkeld door de Nederlandse studio Vogelsap, bestaande uit studenten van de Hogeschool voor de Kunsten Utrecht.
Het spel verscheen op 21 augustus 2015 als digitale download voor Microsoft Windows en onderscheidde zich door een uniek concept, waarbij elke keer dat de speler dood ging in het spel bijdroeg aan een totaal afnemende voorraad van levens. Zodra een vooraf bepaalde limiet was bereikt, zou het online gedeelte permanent worden uitgeschakeld. In de praktijk werden de servers echter al gesloten voordat deze limiet werd gehaald, vanwege tegenvallende spelersaantallen.

## Spelverloop
In The Flock nemen spelers de rol aan van buitenaardse wezens, bekend als "The Flock". Het doel is om de "Light Artifact" te bemachtigen, een lichtbol. Zodra een speler het artefact in bezit heeft, verandert deze in de "Carrier", een kwetsbaarder maar strategisch belangrijk personage dat de lichtstraal kan gebruiken om aanvallen af te weren. The Flock kan verschillende tactieken toepassen, zoals het in steen veranderen om immuun te worden voor de lichtstraal, het creëren van afleidingen en de snelheid en kracht van andere spelers verhogen door te brullen. De Carrier wint door voldoende punten te verzamelen via het artefact, terwijl The Flock de Carrier moet uitschakelen.

## Ontwikkeling en uitgave
De ontwikkeling van The Flock begon als een schoolproject van twee studenten aan de Hogeschool voor de Kunsten Utrecht, maar groeide uit tot een team van dertien ontwikkelaars. Het schoolproject werd binnen drie maanden voltooid en later werd het spel uitgebreid vanwege de groeiende belangstelling. Het project werd mede gefinancierd door subsidies van het Stimuleringsfonds Creatieve Industrie en het Nederlandse Gamefonds.
De officiële aankondiging van het spel vond plaats in 2013, gevolgd door de eerste trailer in april van 2014. Tijdens de alfa-testfase, die startte op 31 oktober 2014 tijdens Halloween, was het spel meerdere weekenden gratis beschikbaar. De testfase trok veel belangstelling en leidde tot diverse aanpassingen, waaronder verbeteringen aan technische aspecten en spelbalans. Vanwege de positieve eerste indruk werd The Flock door Valve zonder het gebruikelijke Greenlight-proces rechtstreeks op Steam gepubliceerd. Op 21 augustus 2015 werd het spel uitgebracht voor Windows via Steam en de Humble Store.

## Ontvangst
The Flock had een gemengde tot negatieve ontvangst. Aan de positieve kant werd het originele concept als vernieuwend ervaren. Ook de spannende asymmetrische gameplay kwam goed over. Aan de kritische kant werd het gebrek aan content of inhoud genoemd, evenals de aanwezigheid van spelbrekende bugs. Ook bestond er bezorgdheid over de afhankelijkheid van de populatieteller, er werd gevreesd dat het einde van het spel misschien niet gehaald zou worden door een gebrek aan spelers.

## Erkenning
In 2013 won The Flock een prijs voor 'Best Student Game' tijdens de Dutch Game Awards.